# Masáž

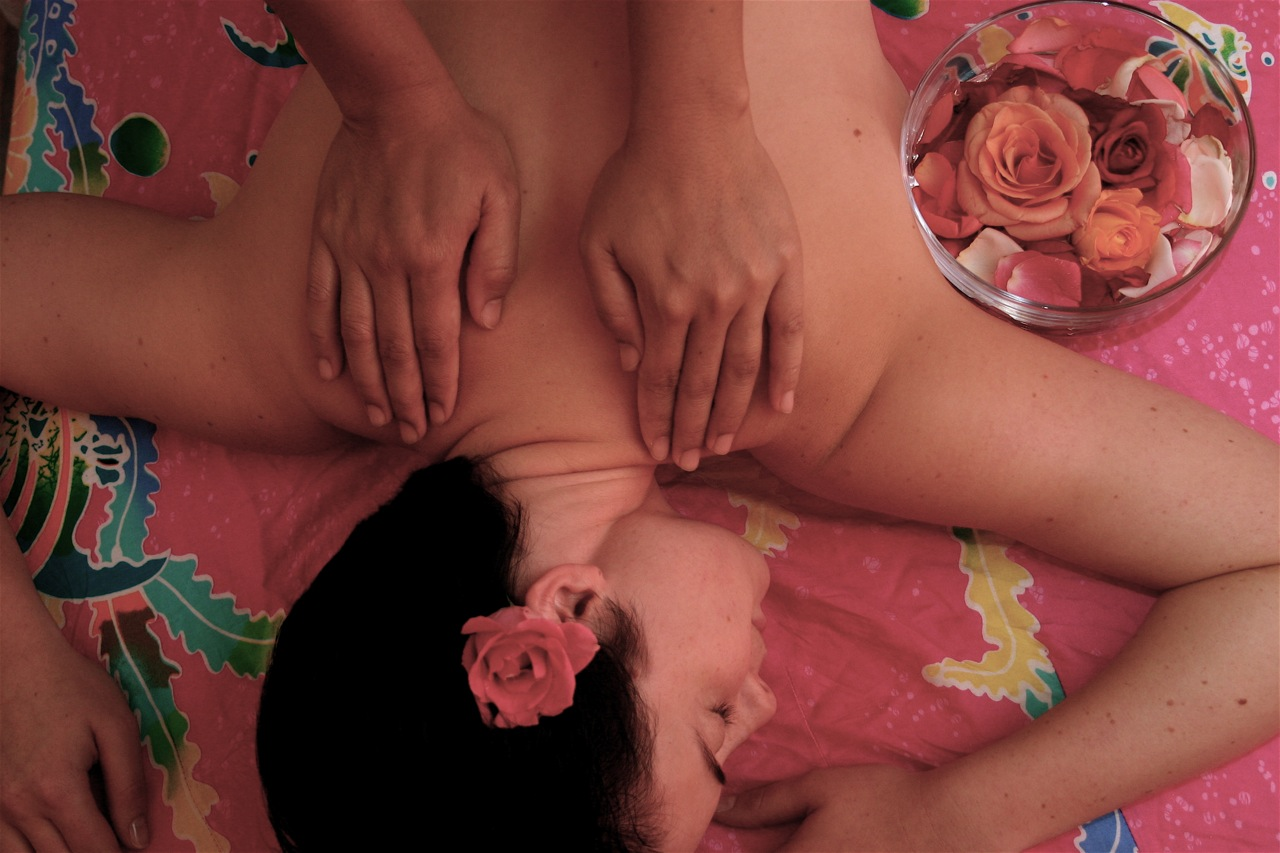
Masáž zad

Masáž je postup, při kterém se aplikuje tlak prstu na svaly. Některé masážní postupy mohou být součástí fyzioterapie. Obvykle tomu tak není a řada dalších postupů, ačkoliv jejich propagátoři různým způsobem zmiňují klinický efekt, postrádá jakýkoliv důkaz klinické efektivity ve smyslu medicíny založené na důkazech. Zejména v případě některých tvrzení, například tvrzení o zrychlení hojení, o snížení náchylnosti k infekcím, nebo o zlepšení krevního oběhu, je efekt nepravděpodobný i z biologických důvodů. Většinu masáží (masážních terapií) lze proto pokládat za procedury spadající buď do kategorie wellness, nebo přímo mezi metody alternativní medicíny (např. akupresura, Dornova metoda, nebo kraniosakrální terapie). Osoba, která provádí masáže, se označuje jako masér. V české Národní soustavě povolání není masér zdravotnický pracovník, protože masáž není považována za léčebný úkon. Způsobilost získává absolvováním maturitního oboru Masér sportovní a rekondiční. Vedle toho existují rekvalifikační kurzy Masér akreditované u MŠMT.

## Druhy masáží
V každé kultuře existuje určitá forma terapeutické masáže;[zdroj?] popisy mnoha metod, které jsou používány dodnes, známe z nejstarších zapsaných lékařských textů. Čínský rukopis z roku 2700 př. n. l. doporučuje každé ráno provádět automasáž „proti nachlazení, pro udržení vláčnosti orgánů a jako prevence proti zdravotním potížím“.[zdroj?] Podstatně mladší je švédská masáž, kterou kolem roku 1830 popsal Pehr Henrik Ling a která se v západních kulturách považuje za základní formu masáže, „klasickou“ masáž.
Existuje přes 100 různých druhů masáží vycházejících z různých kulturních základů. Jednotlivé druhy masáží se vzájemně prolínají. Je to díky svébytnosti masérů, kteří se postupem své praxe vyvíjejí, studují různé masážní techniky či terapeutické metody a jejich pochopení vnáší do masáží jejich osobitost.

## Rozdělení masáží dle charakteru techniky

### Plošné masáže
Při těchto technikách se používá tření nebo posun tkáně po spodních vrstvách.
- švédská masáž – „klasická“ masáž využívající různé způsoby tření a hnětení;[3] v západních kulturách je považována za základní formu masáže
- reflexní masáž – typ nepřímé masáže která je prováděna na chodidle a nártu nohou;[4] používá se v případě, když nelze z různých důvodů masírovat přímo postižený orgán
- aroma masáž – klasická masáž spojená s ošetřením celého těla nebo jeho částí vonnými oleji
- lymfatická masáž (lymfodrenáž) – používá rytmické hnětení a zlepšuje tak tok tkáňového moku, zmírňuje otoky
- bowenova terapie – velmi jemná manipulace s měkkou tkání, kdy terapeut svými prsty nebo palci pohybuje kůží přes sval nebo šlachu, poté vyvíjí velmi jemný tlak a po krátké čekací době a stále pod stejným tlakem sklouzne s kůží zpět; mezi jednotlivými sériemi pohybů jsou asi 2minutové pauzy
- medová masáž – ruská technika, používá přilnavosti medu nanášeného na kůži k intenzivní práci s podkožím
- lomi lomi – havajská technika, pracující s tlaky i třením ve vhodném rytmu
- vodní masáž – kombinuje hydroterapii a masáž; používá se k ošetření nejrůznějších bolestí svalů a kloubů, například artritidy; jednou z forem je perličková koupel
- ajurvédská masáž – tradiční indický systém léčení, který sahá do roku 1800 př. n. l., využívá terapeutické masáže a kombinuje je s nanášením hojivých aromatických olejů a bylin

### Tlakové, bodové a liniové masáže
Používá se zde tlak prstů a jiných částí těla.
- akupresura – Při léčbě se aplikuje fyzický tlak na akupunkturní body nebo „body aši“ s cílem vyčistit blokády v těchto meridiánech. Tlak může být vyvíjen rukou, loktem nebo různými nástroji (např. pomocí podložky s malými špičatými hroty).[5][6]
- reflexologie – americká varianta akupresury; obdobně jako reflexní masáž využívá stlačování specifických bodů, obvykle na chodidlech či na rukách
- thajská masáž – masáž kombinovaná s natahováním a protahováním, spojující prvky akupresury a jógy; vychází z existence energetických linií, tzv. sén, na nichž leží akupresurní body.
- japonská masáž shiatsu
- rolfing – technika původem z USA, zaměřuje se na hluboké struktury pojivové tkáně – tzv. fascii
- kraniosakrální terapie – technika původem z USA, byla vyvinuta v roce 1977. Jejími tvůrci jsou chiropraktik John Upledger a doktor Ernest Retzlaff. Zaměřuje se na měkké tkáně a tělní tekutiny. Hledá poruchy kraniosakrálního systému, kam patří lebka, páteř a křížová kost, propojené pomocí údajných „pulzů“ mozkomíšního moku. Poruchy se napravují pomocí lehkého tlaku (asi jako váha pětikorunové mince) na různá místa systému, čímž se má normalizovat proudění tekutiny a energie kraniosakrálním systémem.
- Masáž horkými kameny – používá nahřáté lávové kameny, které mají schopnost dlouho v sobě kumulovat teplo. Současně se používá aromatický přírodní olej.
- sázení baněk (baňkování) – používá předem zahřátých nádobek, většinou skleněných, které při chladnutí vyvíjejí podtlak na kůži a podkoží. Působí nepřímo přes jednotlivé reflexní zóny na příslušné orgány
- moxování – požehování: stimulace akupunkturních bodů teplem – nahříváním moxovacími tyčinkami vyrobenými z pelyňkového vláka
- Dornova metoda – manuální terapie, pro korekci kloubů a obratlů.

## Rozdělení masáží podle využití

### Masáž miminek
Masáž miminek je soustavou velmi jemného a citlivého masírování, která pomáhá k upevnění pouta mezi matkou a dítětem (tzv. bonding), které je nezbytné pro zdravý tělesný i psychický vývoj dítěte. Masáž obecně je v naší kultuře spojována s představou rehabilitace nebo korekce zdravotního stavu. Avšak u národů, které žijí v sociálně semknutějších společenstvech, je masáž – a zvláště masáž dětí – formou komunikace.

### Masáže postižených dětí
Tyto masáže pomáhají při léčebných postupech fyzioterapeutů.

### Masáž srdce
Tzv. masáž srdce je ve skutečnosti stlačování hrudníku v rámci záchrany života u srdeční zástavy.

### Sportovní masáž
Pokud nechápeme sportovní masáž jako typ základního kurzu umožňující masérovi získání živnostenského listu, jedná se především o masáže sportovců. Vrcholoví sportovci využívají sportovní masáže, aby zkrátili čas potřebný k regeneraci a díky tomu mohou zvýšit tréninkové dávky. Ty rozdělujeme podle jejich použití:

#### Pohotovostní masáž
masáž prováděná ve vysokém tempu s postupně rostoucí hloubkou a razancí. Má za cíl připravit svalstvo sportovce na okamžitě následující sportovní výkon. Používají se nejčastěji lihové prostředky, častěji hřejivé.

#### Regenerační masáž
Klidná delší masáž sloužící k uklidnění svalstva sportovce po sportovním výkonu a jeho regeneraci. Prováděná delší dobu po sportovním výkonu slouží k odplavení laktátu ze svalstva. Používají se chladivé prostředky, častěji olejové.